# Wiedemannia aerea
Wiedemannia aerea är en tvåvingeart som beskrevs av Vaillant 1967. Wiedemannia aerea ingår i släktet Wiedemannia och familjen dansflugor. Inga underarter finns listade i Catalogue of Life.